# Municipio de Buck (Ohio)
El municipio de Buck (en inglés: Buck Township) es un municipio ubicado en el condado de Hardin, en el estado estadounidense de Ohio. En el año 2010 tenía una población de 2449 habitantes y una densidad de 30,85 personas por km².

## Geografía
El municipio de Buck se encuentra ubicado en las coordenadas 40°36′37″N 83°36′25″O / 40.61028, -83.60694. Según la Oficina del Censo de los Estados Unidos, el municipio tiene una superficie total de 79,38 km², de la cual 79,12 km² corresponden a tierra firme y 0,26 km² es agua (0,32%).

## Demografía
Según el censo de 2010, había 2449 personas residiendo en el municipio de Buck. La densidad de población era de 30,85 hab./km². De los 2449 habitantes, el municipio de Buck estaba compuesto por el 98,41% blancos, el 0,24% eran afroamericanos, el 0,12% eran amerindios, el 0,04% eran de otras razas y el 1,18% pertenecían a dos o más razas. Del total de la población, el 0,82% eran hispanos o latinos de cualquier raza.